# مقعدة قدم

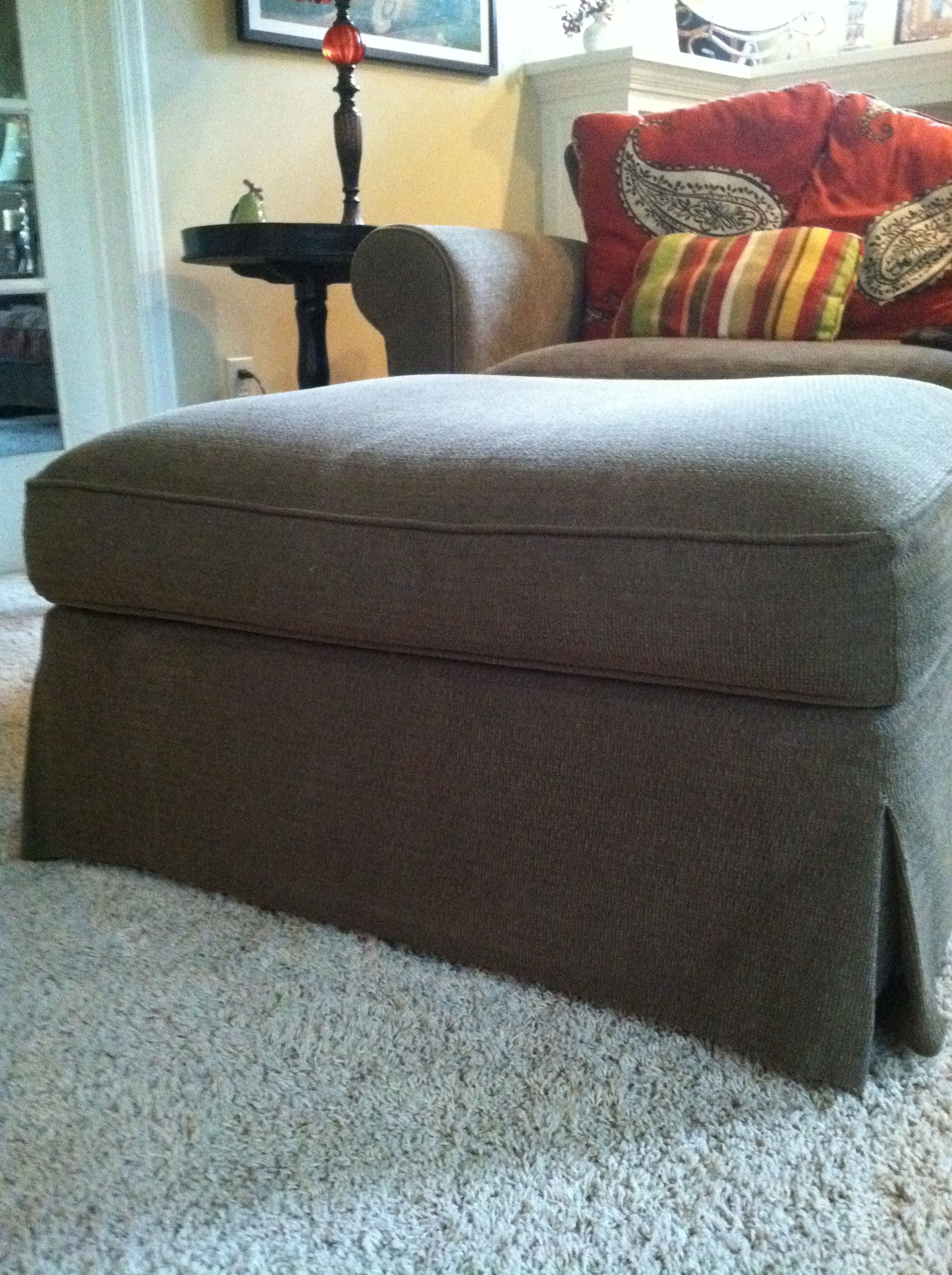
مقعدة قدمين عثمانية.

مَسنَد القدمين أو مَقعَدة القَدَمَيْن  هي قطعة أثاث أو دعامة تستخدم لرفع القدمين. هناك نوعان رئيسيان من مقعدة القدمين، يمكن تصنيفهما بشكل بسيط إلى: مقعدة القدمين المصممة للراحة ومقعدة القدمين المصممة للوظيفة.

## المصممة للراحة
يستخدم هذا النوع من مقعدة القدمين لتوفير الراحة لشخص جالس، على سبيل المثال، على كرسي أو أريكة. عادة ما تكون المقعدة قصيرة وعريضة ولها أربع أرجل. الجزء العلوي منجد ومبطن بنسيج أو جلود حيوانات، مثل الجلد. هذا النوع من مقعدة القدمين هو أيضاً نوع من العثمانيات. يَسمح للشخص الجالس بإراحة أقدامه عليه، ورفع الساقين في مستوى أفقي في الغالب، مما يؤدي إلى ظهور مصطلح بديل وهو مسند القدمين. مقعدة القدمين ذات الجودة العالية قابلة للتعديل.

## المصممة للوظيفة
يدعم هذا النوع من مسند القدمين قدم الشخص (عادةً ما يكون طفلًا) الذي لا تصل إلى الأرض عند الجلوس. يتم وضع مسند القدمين تحت قدمي الشخص الجالس حتى يمكن وضع قدم الشخص عليه بشكل مريح. مثال على ذلك هو نوع مسند أقدام البيانو المستخدم جنبًا إلى جنب مع مقعد البيانو. كما أنها تستخدم لجعل الدورة الدموية في الجسم تتدفق بحرية أكبر عند الجلوس.
كرسي الحلاقة ومزيل الأحذية مزودان بمساند للأقدام. عادة ما تحتوي السيارة على «دواسة وهمية» تعمل بمثابة راحة للقدم لتثبيط «ركوب القابض» أو «ركوب الفرامل». ربط القدم هو نوع آخر من مسند القدمين عادة على دراجات BMX ، ودراجات نارية، وجرار Ford N-Series ، وبعض زوارق الكاياك، والعجلة المستحيلة، وأجهزة النقل الأخرى.

## التاريخ
تُعرف مساند القدمين منذ سنوات عديدة وتطورت عبر التاريخ. تم توثيق مسند القدمين في مصر القديمة، حيث تم استخدامه لصعود الكراسي المرتفعة عن الأرض. كما تم استخدامه لإراحة قدم الشخص عند جلوسه.
في القرن الثامن عشر، كان هناك مسند أقدام طويل وطويل يسمى كرسي الحاجز كان شائعًا. تم وضعه أمام المدفأة، وكان طويلاً بما يكفي ليضع جميع أفراد الأسرة أقدامهم وتدفئتهم.
مساند للقدمين قابلة للتبديل بشكل عام في الحياة اليومية من القرن السابع عشر حتى أوائل القرن التاسع عشر. في المنازل الأمريكية المبكرة، كان مسند القدمين ذا قيمة كبيرة، وكان يشغل مساحة ثمينة على الرغم من أن أماكن المعيشة كانت ضيقة.
تماشياً مع هذا، أظهر معرض «تاريخ العالم» في متحف ميفاجيسي في كورنوال مسند أقدام مهاجر صنعه مهاجر من كورنوال في أمريكا الشمالية في وقت ما في حوالي خمسينيات القرن التاسع عشر.